# Rancho de Pesca da Região do Caeté

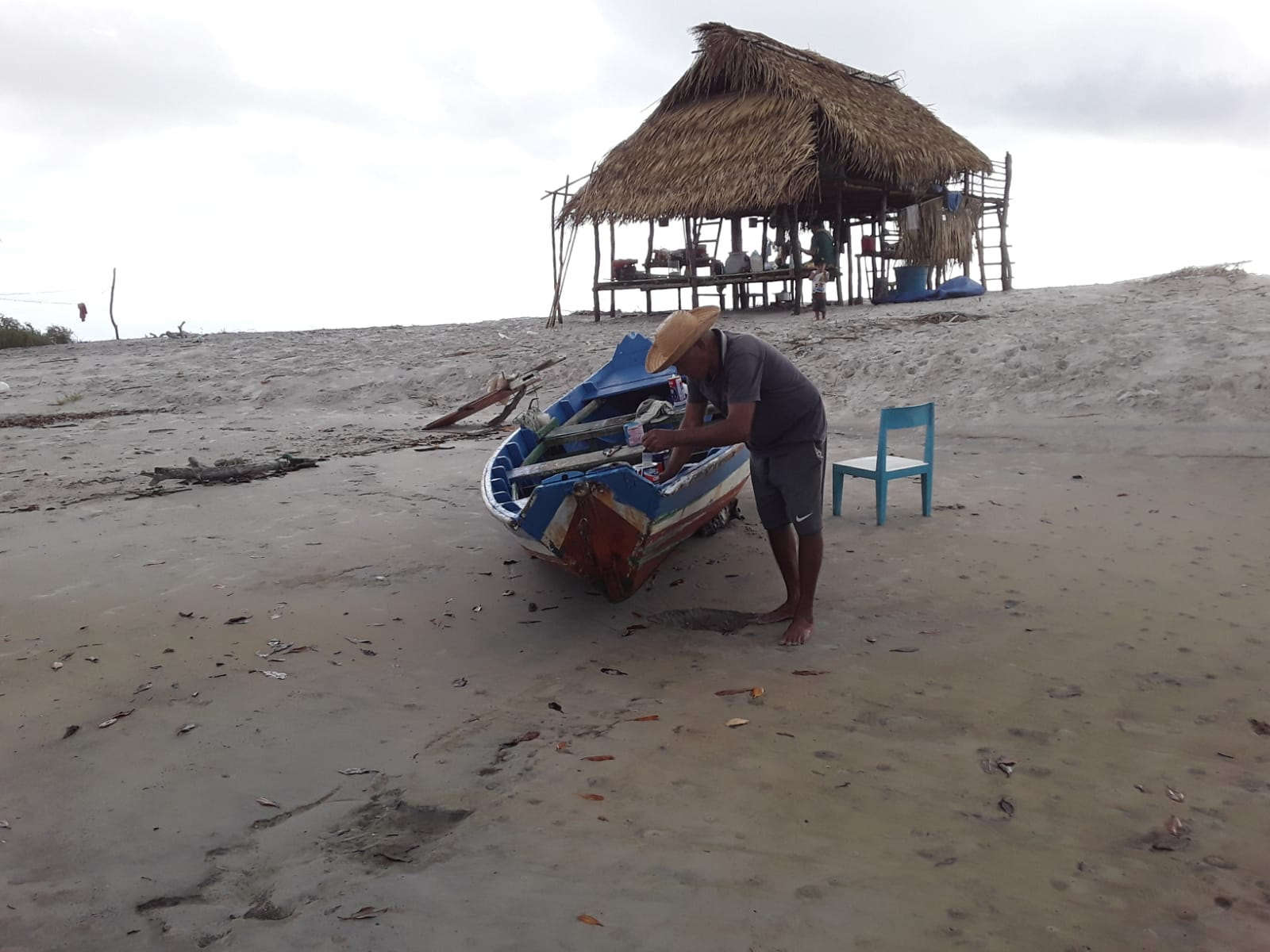
Pescador com seu barco e rancho de pesca ao fundo.

O rancho de pesca do Caeté é uma moradia temporária (sazional) e apoio pesqueiro na temporada de pesca do pescador artesanal de beirada, feito em madeira com cobertura em palha, que serve para secagem/salga e armazenamento do pescado, geralmente localizado às margens de rios e estuários da região paraense do Caeté, os municípios das regiões geográficas de Capanema e de Bragança.
Espaço de apoio erguidos próximos de pontos onde abundam peixes, conhecidos como pontos piscosos, que são identificados pelos pescadores pela percepção adquirida no fazer cotidiano da pesca artesanal.

## Descrição

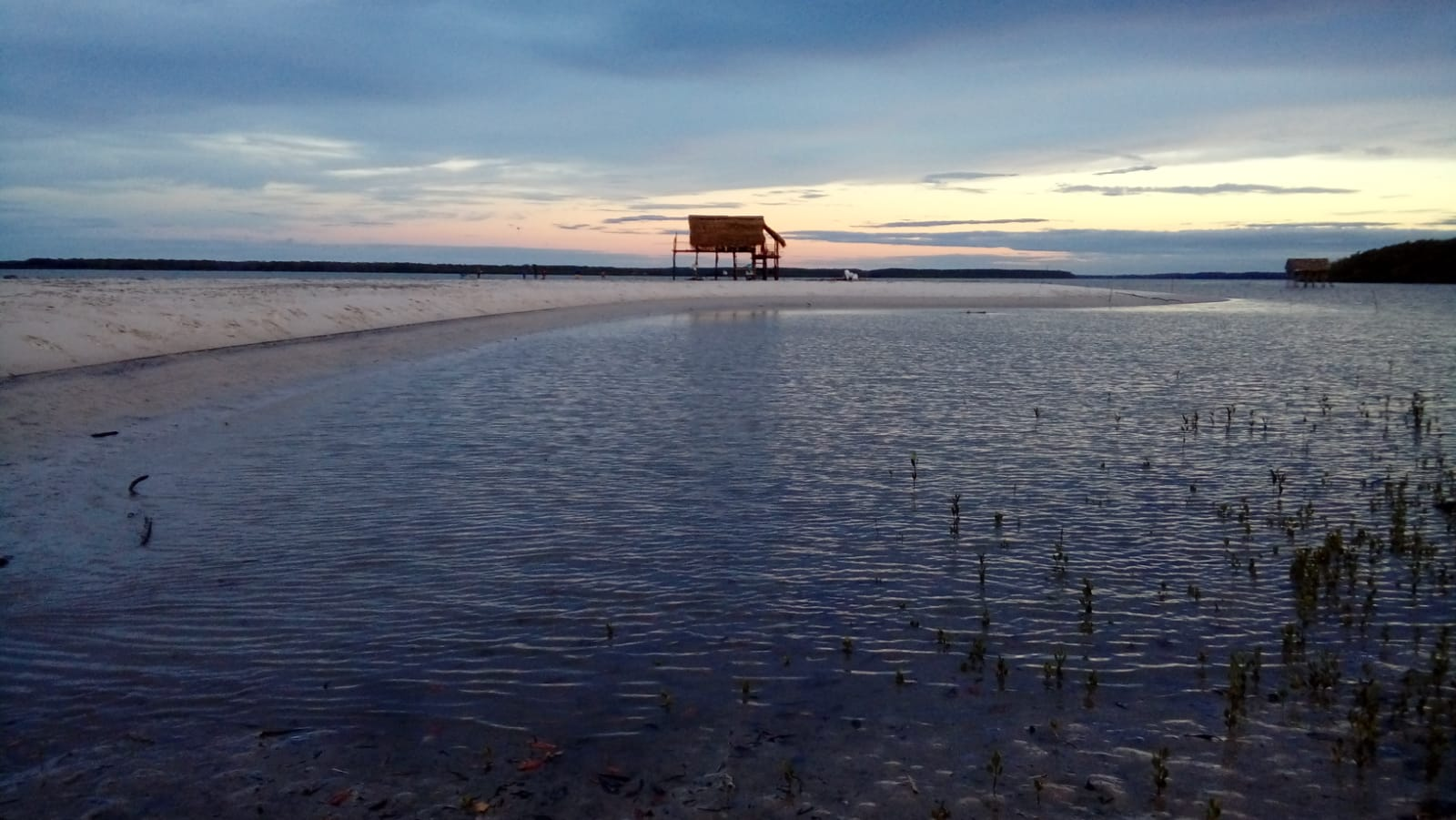
Rancho de pesca na paisagem da região do Caeté.

Os ranchos de pesca da região paraense do rio Caeté são moradias temporárias, que os pescadores artesanais geralmente usam durante as estações de pesca. Mas também, podem ser utilizadas como casa de veraneio e feriados, para lazer com as famílias e socialização com outros pescadores. Na maioria das vezes, os pescadores artesanais constróem seus ranchos próximos dos pesqueiros, em praias, à beira de mangues ou no meio dos rios e igarapés. Muitas vezes, são construídos dentro da água, para facilitar o acesso aos pontos de pesca e o descanso nos intervalos das marés.
A escolha do local para a construção dos ranchos não se dá de forma aleatória. Nesse processo, geralmente buscam a companhia de outros pescadores conhecidos. Dessa forma, cria-se uma paisagem social de uma cartografia identitária de praias e ilhas dessa região costeira, que comporta os municípios das regiões Bragantina e Salgado: Salinópolis, São João de Pirabas, Quatipuru, Tracuateua, Bragança, Augusto Corrêa e Viseu, no interior do estado do Pará.
Sendo esses importantes símbolos de compadrio e ajuda mútua uma vez que a pesca nesses territórios, mais especificamente da região bragantina (em municípios como Bragança e Augusto Corrêa), se caracteriza por pescadores de temporada, que vivem de uma a duas semanas entre praias e ilhas, utilizam técnicas artesanais de pesca e conhecem pesqueiros da região, por isso passam a temporada nos ranchos.

## Arquitetura

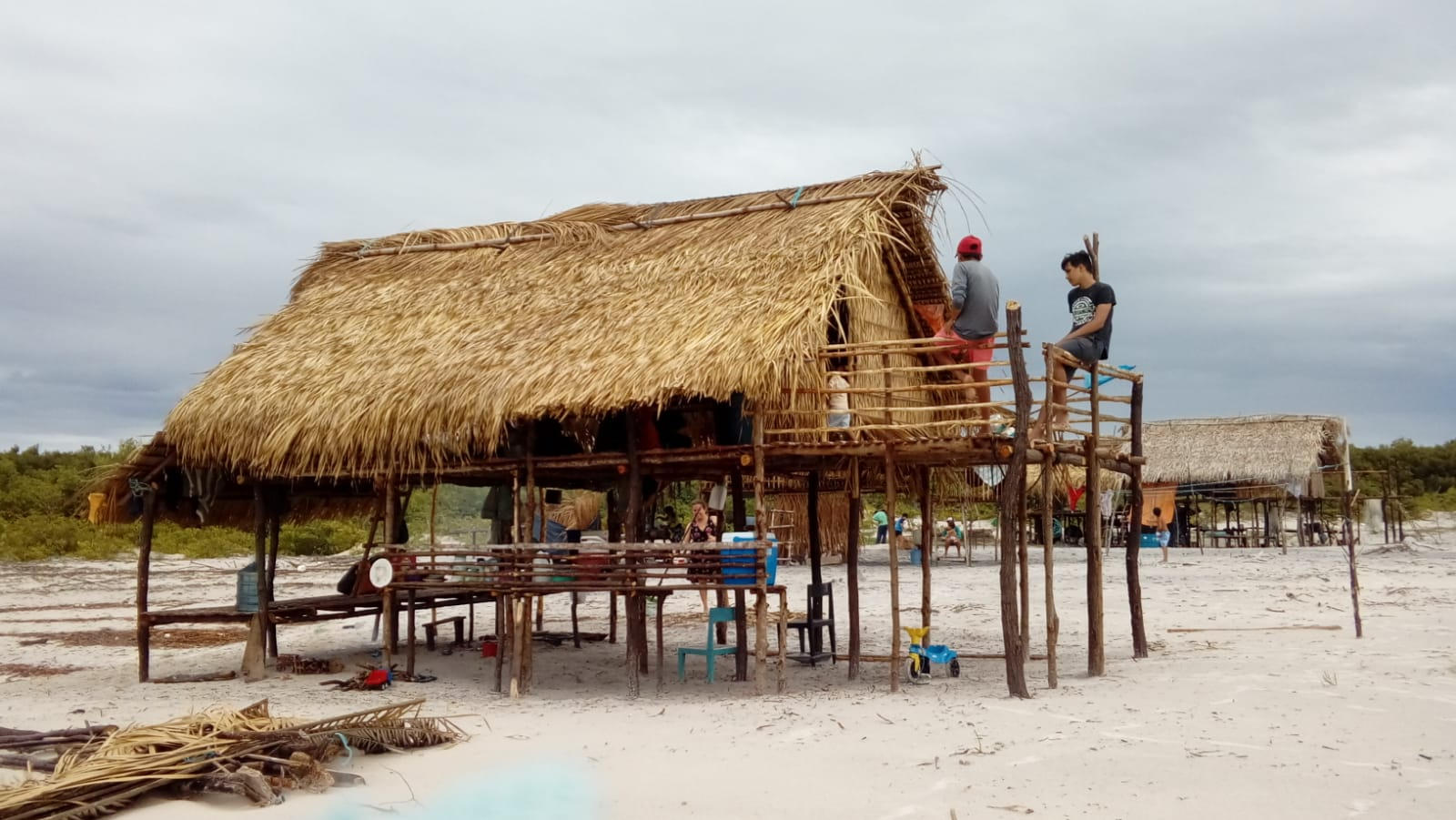
Rancho de pesca localizado na praia.

O saber-fazer da construção do rancho de pesca está relacionado ao conhecimento tradicional pesqueiro dessa região.
Quando construídos na praia, esses ranchos são complementados por uma área para preparo das refeições e alimentação, compondo sua estrutura física com mais de um cômodo, tais como quarto, cozinha e banheiro. Na maioria das vezes, também é cavado um poço de água, com uso somente para o banho. Quando estes são situados em praias, os pescadores constróem e reconstróem seus ranchos, conforme a movimentação da areia.
Quando são construídos à beira do mangue ou na água, sua estrutura se resume a um cômodo, devido à dificuldade de construção nesses ambientes, e o rancho é mais alto para facilitar o embarque na canoa durante a cheia das marés. Nessas condições, os ranchos não têm outros cômodos anexados (como áreas de alimentação ou banheiro), além de não ser cavado um poço (pela impossibilidade do local).

## Arte de pesca
Os petrechos da pesca artesanal podem ser classificados em:
- técnicas fixas: curral; fuzarca; matapi; muzuá/covo; tapagem, e; zangaria.
- técnicas móveis: arrastão; espinhel/palangre; linha de mão; malhadeira, e; tarrafa.

Os outros petrechos de pesca: guizo; poitamento; timbó; cavalinho; pari; fisga; garateia; arpão; puçá; caniço; cacuri; rabiola; socó; moponga; paneirão.